# Driezeeëninitiatief

Leden van het Driezeeëninitiatief

Het Driezeeëninitiatief is een forum van twaalf EU-lidstaten langs of nabij de Oostzee, de Zwarte Zee en de Adriatische Zee, met als doel de onderlinge dialoog te bevorderen omtrent diverse gemeenschappelijke kwesties die de betrokken landen aanbelangen. De leden zijn Bulgarije, Kroatië, Tsjechië, Estland, Hongarije, Letland, Litouwen, Oostenrijk, Polen, Roemenië, Slovakije en Slovenië. Polen en Kroatië gaven de aanzet tot het oprichten van dit forum.
Een eerste tweedaagse top vond plaats in Dubrovnik op 25 en 26 augustus 2016, waar ook een hooggeplaatste vertegenwoordiger van de Chinese regering als gastspreker een voordracht gaf over de Nieuwe Zijderoute. Er werd overeengekomen om de economische samenwerking te versterken, inzonderheid op gebied van energie en infrastructuur.
De top in 2017 werd gehouden in Warschau op 6 en 7 juli en werd ook bijgewoond door de Amerikaanse president Donald Trump, die er verklaarde dat de Verenigde Staten het initiatief voluit steunen.
Gastland in 2018 was Roemenië waar de tweedaagse topvergadering werd gehouden in Boekarest op 17 en 18 september.
De onderwerpen die aan bod komen betreffen onder meer handel, energie, infrastructuur en politieke samenwerking.
In 2019 vond de top plaats in Ljubliana (Slovenië) op 5 en 6 juni. In 2020 was Estland het gastland van een virtuele top. In 2021 vond de top plaats in Sofia, Bulgarije op 8 en 9 juli, waar ook het staatshoofd van Griekenland aanwezig was.
Infrastructuurprojecten die aanleunen bij het Driezeeëninitiatief zijn onder meer de Via Carpathia — een nieuwe snelweg die Klaipėda in Litouwen moet verbinden met Thessaloniki in Griekenland —, een LNG-infrastructuur met terminals in Polen en Kroatië, evenals een paar spoorwegprojecten waaronder een 3.883 km lange spoorlijn die Gdańsk (Polen) moet verbinden met Constanța (Roemenië).